# Karel Van Havermaet
Carolus Dominicus (Karel) Van Havermaet (Sint-Niklaas, 12 mei 1884 – aldaar, 20 juli 1954) was een Belgisch art deco-architect uit het Waasland, actief tijdens het interbellum.

## Biografie
Van Havermaet bouwde verschillende panden in Sint-Niklaas, voor de rijkere burgerij waardoor hij mee zijn stempel drukte op het erfgoed van de stad. De meeste van zijn gevels worden gekenmerkt door een strikte symmetrische gevelopbouw, zoals goed tot uiting komt bij verschillende ontwerpen van zijn dubbelpanden. In de meeste gevels verwerkte hij gekleurde bakstenen en polychroom glaswerk, voor grafzerken met arduin. Sommige panden zijn opgenomen als beschermd erfgoed.
Zijn stijl wordt omschreven als Vlaamse art deco, met sterke inslag naar de Amsterdamse School.
Van Havermaet is begraven op de Parkbegraafplaats Tereken.

## Galerij

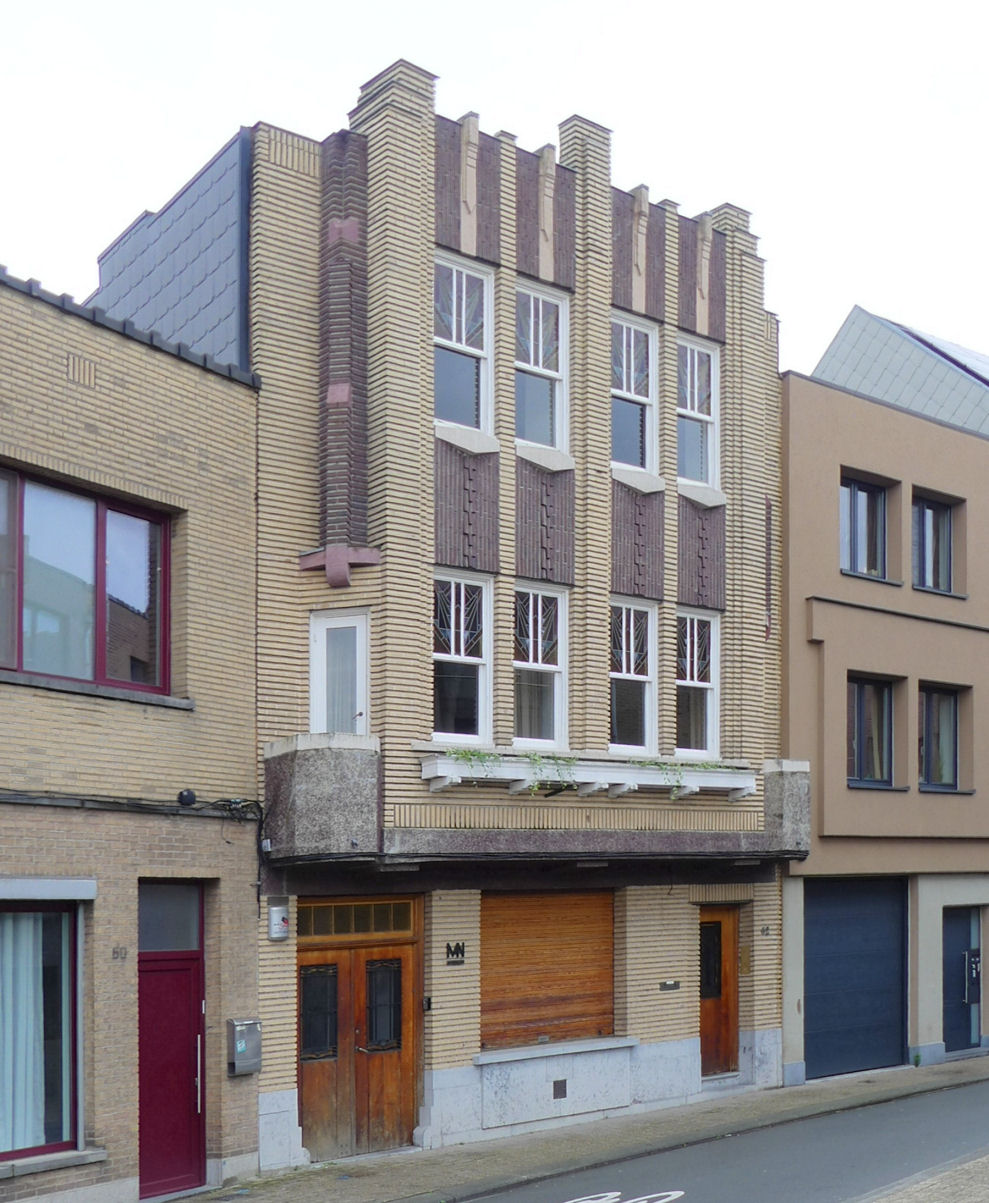
Burgerhuis voor de gezusters Mechiels, 1933 Sint-Niklaas.
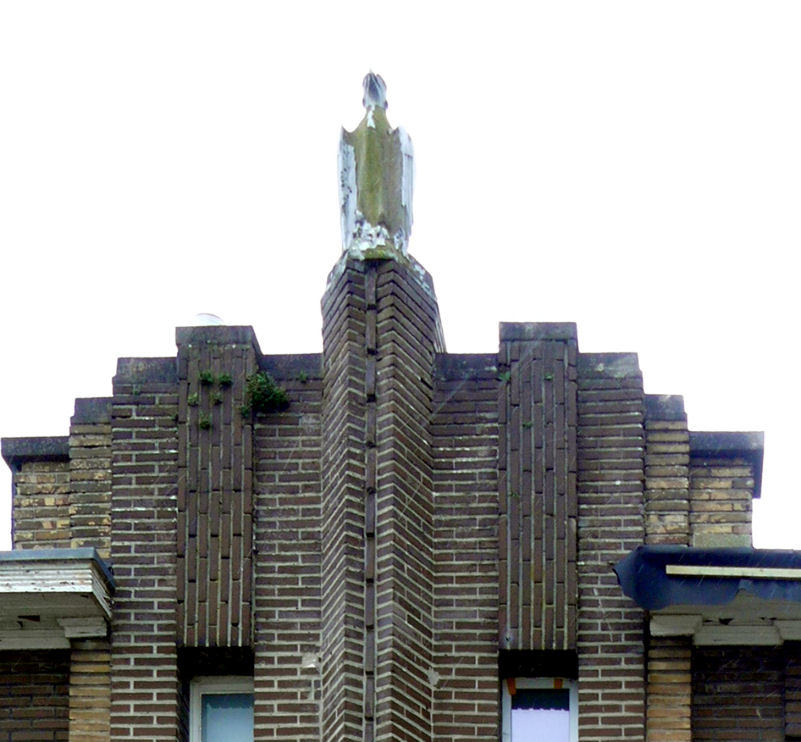
Detail van het metselwerk, gevel van het dubbelhuis, Plezantstraat.
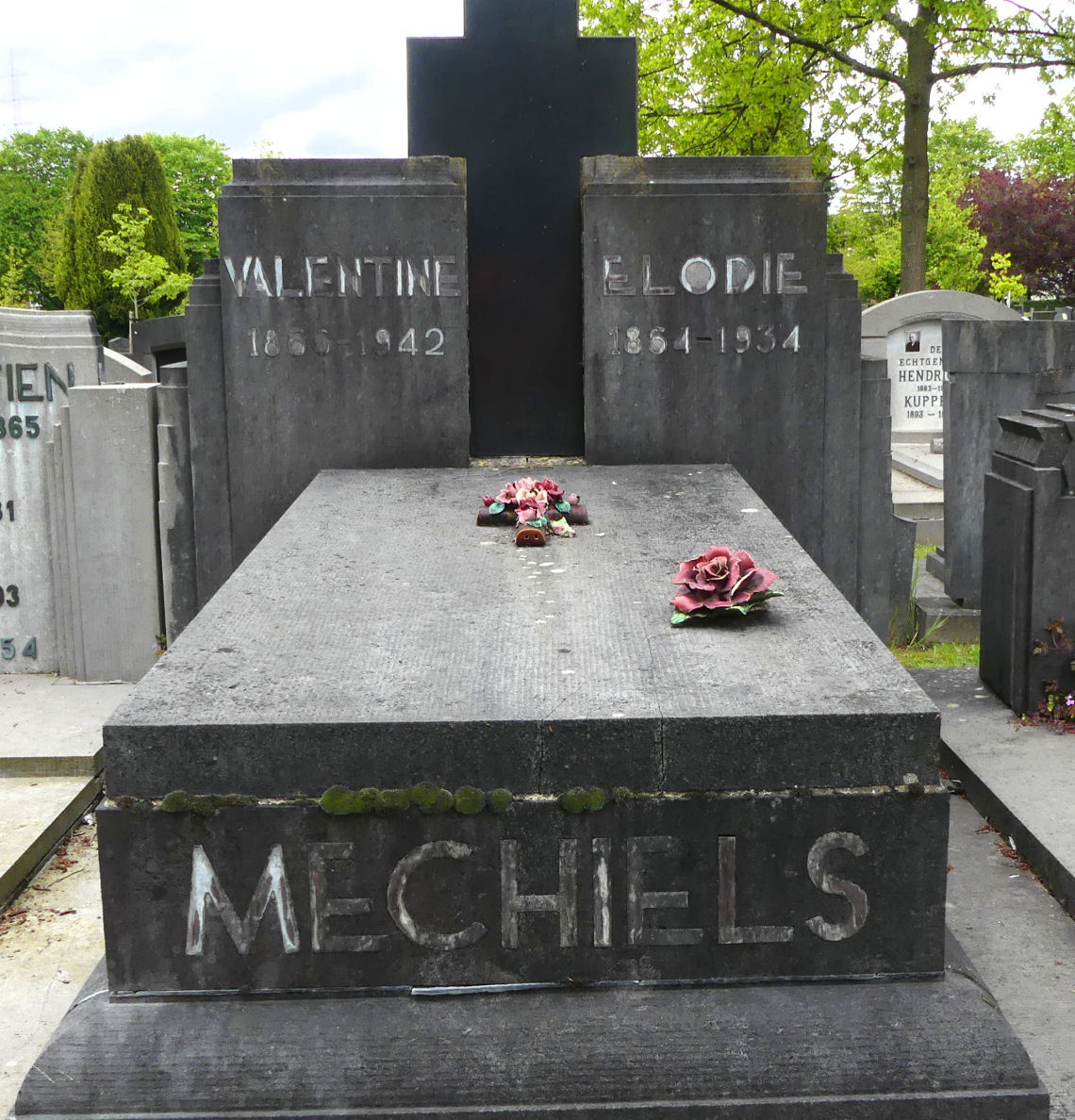
Graf uit arduin van de zusters Mechiels, Tereken.
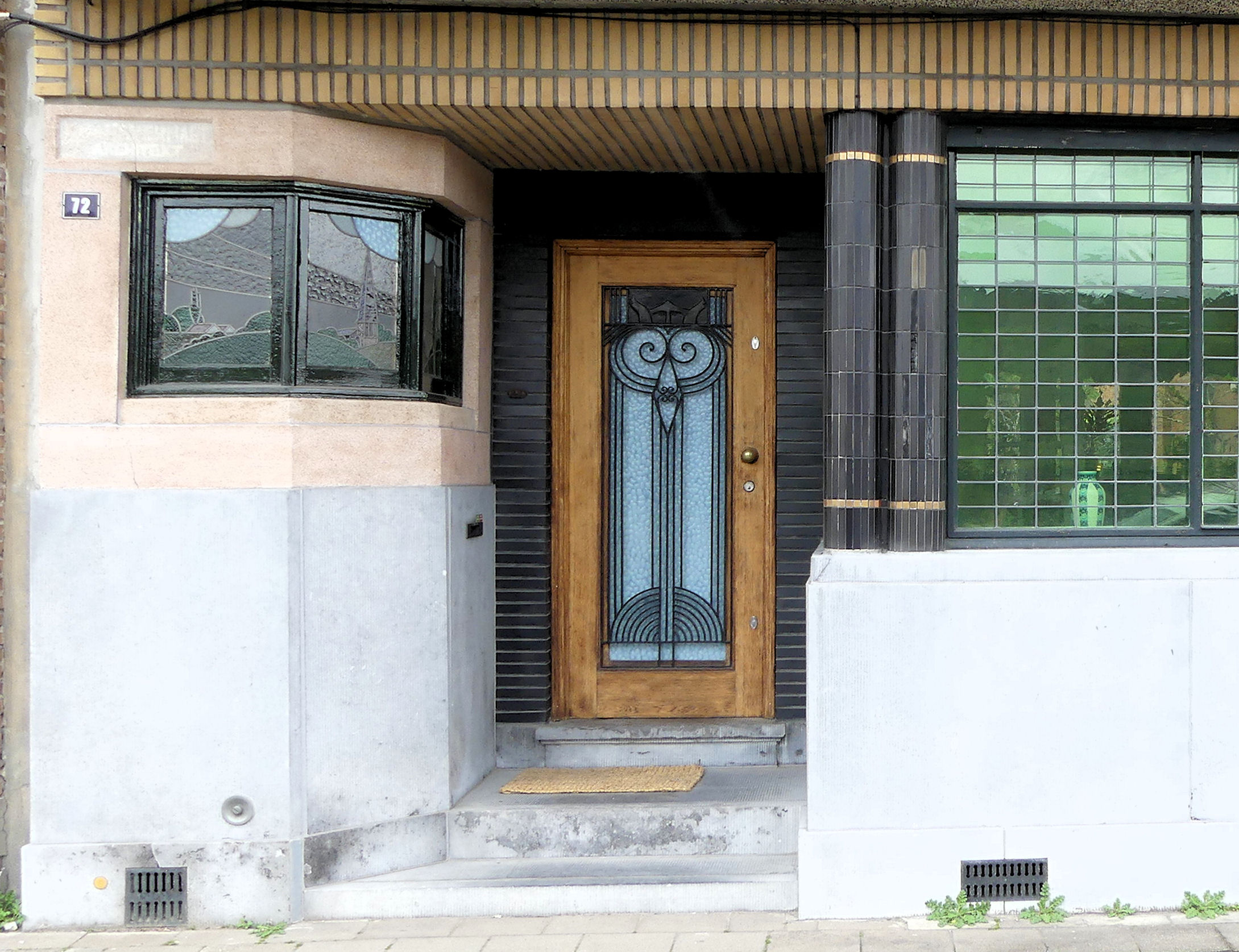
Burgerhuis voor Leopold Van Goethem, Sint-Niklaas.
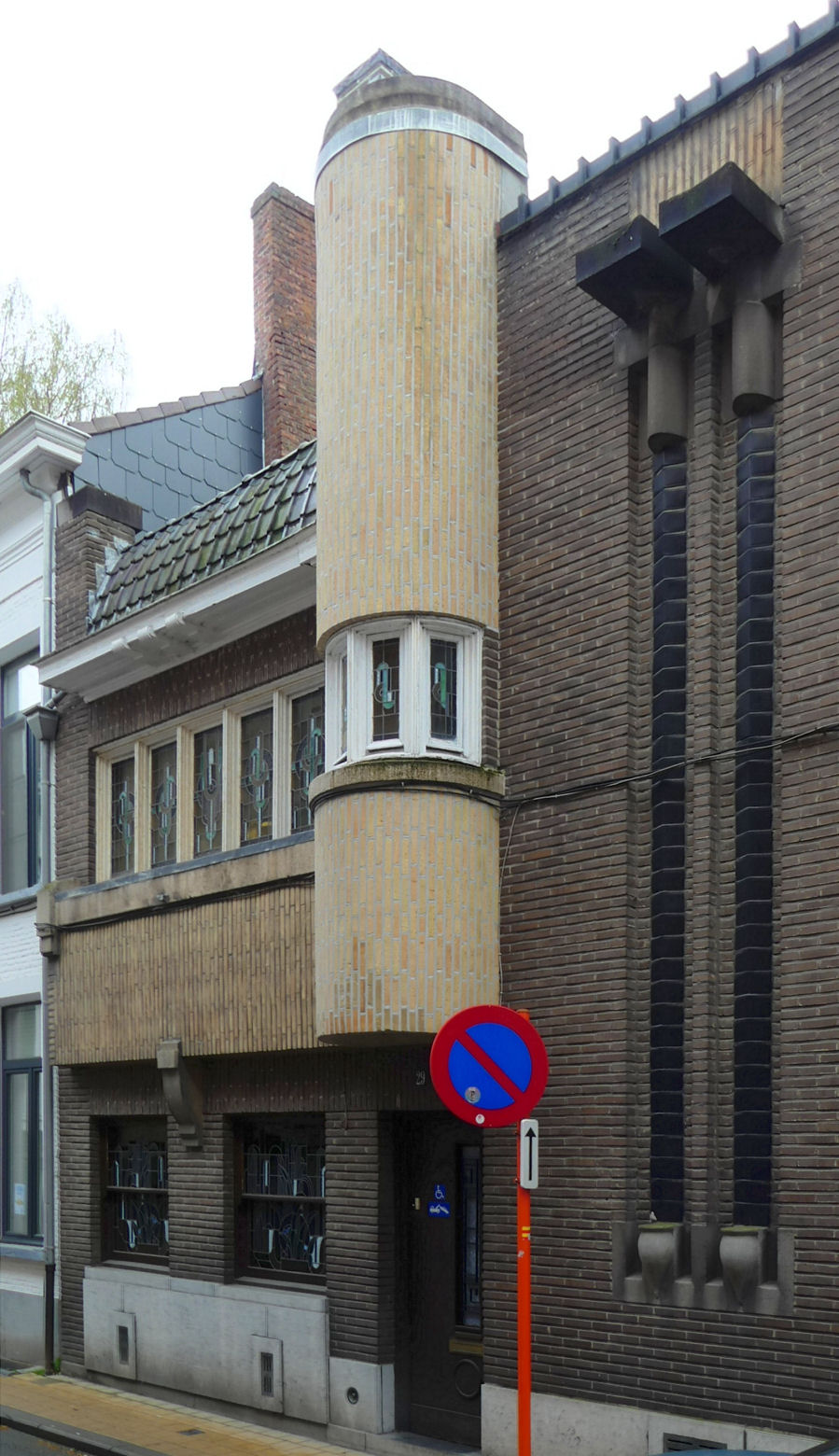
Burgerhuis voor Joseph Blommaert, Walburgstraat.
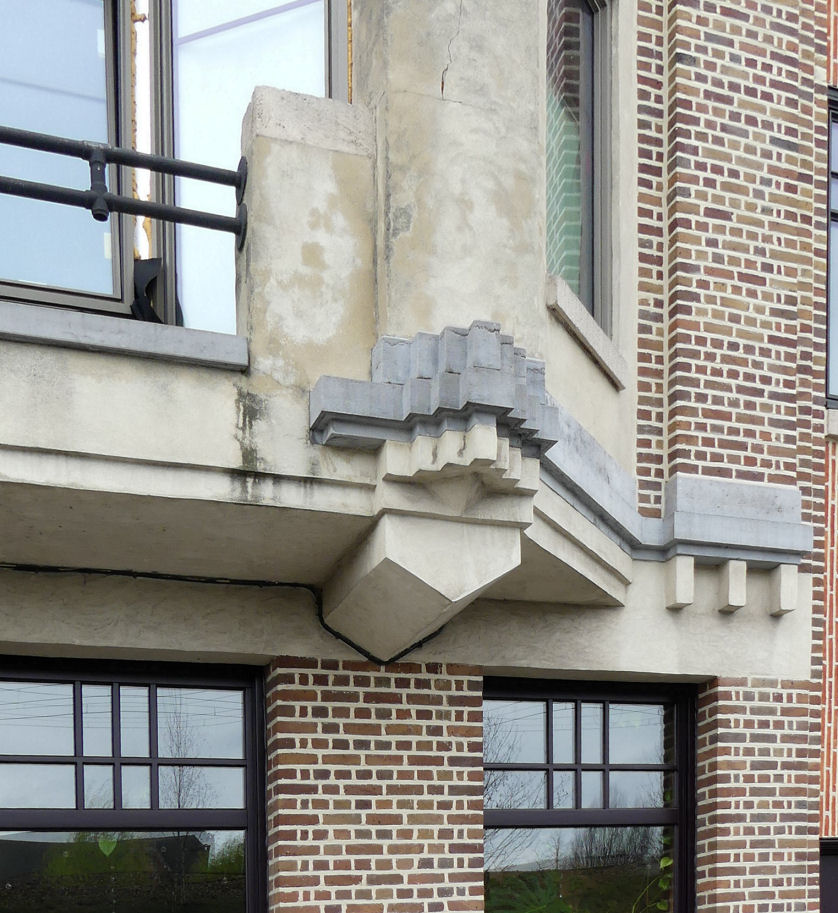
Detail van de verschillende bouwmaterialen, Burgerhuis Goeminne-Symons, Guido Gezellelaan.